# George T. Anderson
George Thomas Anderson bijgenaamd Tige (Covington, 3 februari 1824 - Anniston, 4 april 1901) was een generaal die vocht in de Amerikaanse Burgeroorlog.

## Beginjaren
Anderson studeerde aan Emory University en ging dan als luitenant bij de cavalerie van Georgia in de Mexicaans-Amerikaanse Oorlog. Van 1848 tot 1850 was hij bij de 11e divisie van de militie van Georgia. Hij ging dan als kapitein bij de reguliere cavalerie van de Verenigde Staten.

## Amerikaanse Burgeroorlog
Toen de Amerikaanse Burgeroorlog uitbrak, nam Anderson ontslag uit het noordelijk leger en ging hij bij het zuidelijk leger als kolonel bij het 11e regiment infanterie van Georgia.
Hij vocht in de schiereilandveldtocht in de Slag bij Yorktown. Hij leidde een brigade in de Zevendagenslag, de Tweede Slag bij Bull Run, de Slag bij South Mountain, de Slag bij Antietam en de Slag bij Fredericksburg.
Anderson vocht in de Slag bij Devil's Den en de Slag bij Gettysburg, waar hij gewond raakte. Hij herstelde te Charleston (South Carolina) en vocht opnieuw in het Beleg van Knoxville. Hij vocht in de Slag in de Wildernis, de Slag bij Spotsylvania Court House, de Slag bij Cold Harbor, het Beleg van Petersburg. Hij gaf zich in april 1865 samen met Robert E. Lee over bij Appomattox Court House.

## Na de oorlog
Anderson werd agent bij vrachtvervoer per spoor en dan politiechef in Atlanta. Hij verhuisde naar Anniston, waar hij politiechef en dan belastingontvanger werd.